# Эшброн
Эшброн (нем. Eschbronn) — община в Германии, в земле Баден-Вюртемберг. 
Подчиняется административному округу Фрайбург. Входит в состав района Ротвайль.  Население составляет 2086 человек (на 31 декабря 2010 года). Занимает площадь 11,41 км².